# ニコライ・ヴォロノフ

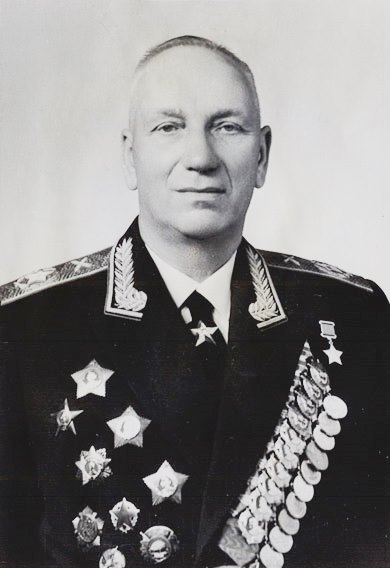
ニコライ・ヴォロノフ

ニコライ・ニコラエヴィチ・ヴォロノフ（ロシア語: Никола́й Никола́евич Во́ронов、1899年4月23日 - 1968年2月28日）は、ソビエト連邦の軍人。砲兵総元帥。ソ連邦英雄。

## 経歴
サンクトペテルブルク出身。1918年から赤軍に入隊し、第2ペトログラード砲兵課程を修了。ロシア内戦時、ユデニッチと白系ポーランド人部隊との戦闘に参加する。1919年から共産党員。1922年から砲兵中隊長、大隊長を歴任。1924年、指揮要員高等砲兵学校を卒業。1930年、M.V.フルンゼ名称軍事アカデミーを卒業し、モスクワ・プロレタリア狙撃師団の砲兵連隊長を務める。1933年、同師団の砲兵部長。1934年、第1レニングラード砲兵学校の学校長兼政治委員。
スペイン内戦時、共和国軍の軍事顧問。1937年～1940年、赤軍砲兵部長となり、赤軍の砲兵の戦闘理論、訓練、組織機構の改善に貢献した。1939年夏、ノモンハン事件に参加し、砲兵運用の計画・統制を実施した。
1939年秋のポーランド侵攻と1940年夏のベッサラビア侵攻時、機械化された砲兵部隊の投入を指導し、長距離行軍を実行した。ソ・フィン戦争時、マンネルハイム線突破の際の砲撃の組織を指導した。1940年～1941年6月、砲兵総局副総局長。1941年6月から国土防空総局長。
独ソ戦勃発後、7月から赤軍砲兵部長兼副国防人民委員。1943年3月～1950年3月、赤軍（ソ連軍）砲兵司令官。大戦中、砲兵、対戦車戦闘の理論の立案、大砲兵部隊（師団・軍団級）の創設、最高司令官予備（РВГК）砲兵隊の発展に貢献した。また、前線におけるスタフカ代表として、レニングラード、ヴォルホフ、南西、ドン、ヴォロネジ、ブリャンスク、北西、西部、カリーニン、第3ウクライナ、第1白ロシア戦線の作戦計画立案に参与した。
1950年～1953年、砲兵科学アカデミー総裁となり、ヴォロノフの指導の下、ロケットの戦闘利用の研究が行われた。1953年～1958年、砲兵指揮アカデミー校長。1958年、ソ連国防省監察総監部。
第2期ソ連最高会議代議員。
1968年2月28日死去。遺骸は赤の広場のクレムリンの壁墓所に埋葬された。

## パーソナル
レーニン勲章6個、十月革命勲章、赤旗勲章4個、1等スヴォーロフ勲章3個、赤星勲章、名誉武器を受章。